# Marco Vigerio della Rovere
Marco Vigerio della Rovere (Savona, 1446 - Roma, 15 de junio de 1516) fue un religioso franciscano y teólogo italiano, obispo de Senigallia, arzobispo de Trani y cardenal de Julio II.  

## Vida

### Los Della Rovere
Bautizado como Emmanuele, fue hijo de Urbano Vigerio y de Nicoletta Grosso della Rovere.  Tuvo tres hermanos: Stefano, Maria y Bianca. 
Su dedicación a la carrera eclesiástica estuvo condicionada por su pertenencia a la familia materna: su bisabuela Luchina era hermana de Francesco della Rovere, que fue elegido general de los franciscanos en 1464, cardenal en 1467 y papa en 1471, y mediante una práctica intensiva del nepotismo consiguió que en las tres generaciones siguientes surgieran en la familia ocho cardenales (Domenico, Girolamo, Leonardo, Clemente, Galeotto, Pietro, Rafaelle, Giuliano), un tesorero de la Cámara Apostólica (Antonio, padre de Emmanuele), dos capitanes generales de la Iglesia (Girolamo y Giovanni), un prefecto de Roma (Leonardo) y una docena larga de obispos y abades, sin contar otros cargos eclesiásticos y beneficios menores.

### Docente y obispo
Con cerca de diecisiete años, Emmanuele profesó en la Orden de San Francisco y cambió su nombre por el de Marco, en homenaje a su tío el obispo de Noli que había sido preceptor de Sixto IV.  Fue profesor de Teología en la Universidad de Padua y en La Sapienza de Roma, donde por aquellas fechas también enseñaban Tommaso de Vio y Antonio Trombetta.
En 1476 fue nombrado obispo de Senigallia, donde ofició también como gobernador durante las ausencias del vicario Giovanni della Rovere.

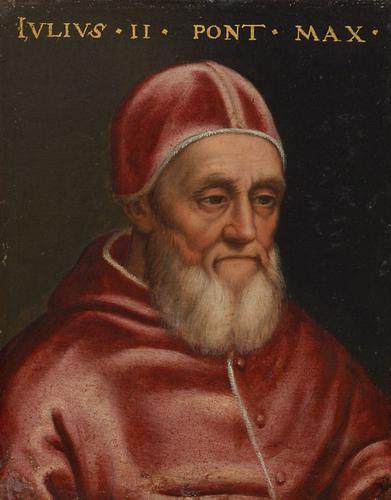
Julio II.

### Cardenal
En 1503 fue elegido papa su pariente Julio II, que le creó cardenal en el consistorio del 1 de diciembre de ese mismo año; recibió el título de Santa María en Trastevere, vacante por la muerte de Juan Castellar.
Prefecto del Castel Sant'Angelo entre 1503-06, arzobispo de Trani desde la muerte de Francisco de Lloris y Borja en 1506, participó en la expedición militar que el papa organizó ese mismo año para recuperar para los Estados Pontificios las plazas de Perugia y Bolonia, respectivamente bajo el gobierno de Gian Paolo Baglioni y Giovanni II Bentivoglio, y fue legado del ejército pontificio dirigido por Francesco Maria della Rovere contra el duque de Ferrara Alfonso de Este durante la Guerra de la Liga de Cambrai y protector de los franciscanos.

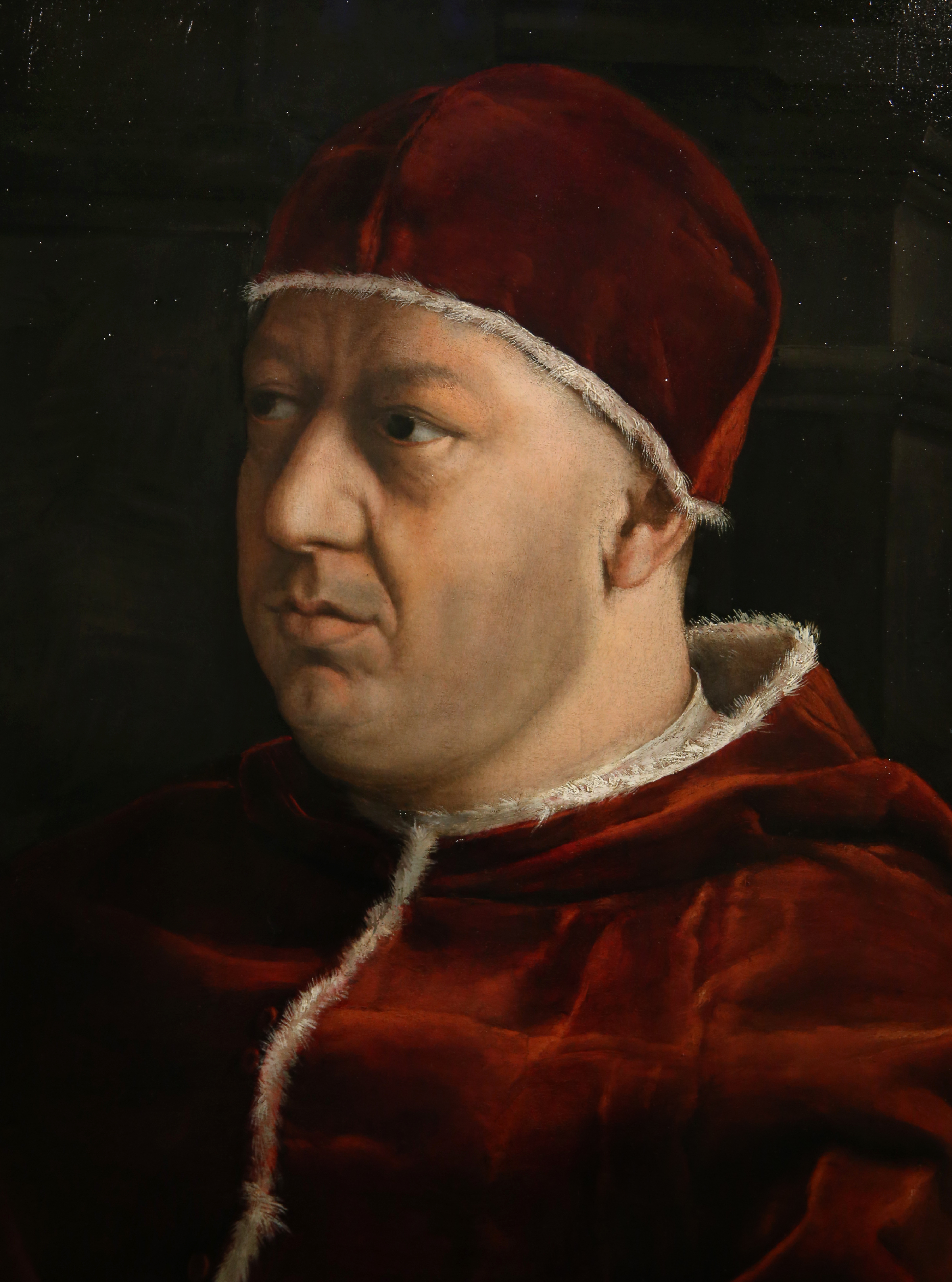
León X.

Cardenal obispo de Palestrina desde 1511, fue un firme opositor del Concilio de Pisa convocado por el rey Luis XII de Francia para derrocar al papa, y tuvo una participación destacada en el Concilio de Letrán V, donde presidió varias comisiones, entre ellas la de la reforma del calendario.  Tras la muerte de Julio II tomó parte en el cónclave de 1513 en el que fue elegido papa León X, a quien acompañó al congreso de Bolonia de 1515 para su entrevista con Francisco I de Francia.
Muerto en Roma en 1516 a los setenta años de edad, fue sepultado en la Basílica de Santa María en Trastevere sin memoria fúnebre.  Según alguno de sus biógrafos, dejó varios hijos de una mujer de nombre desconocido.

## Obras

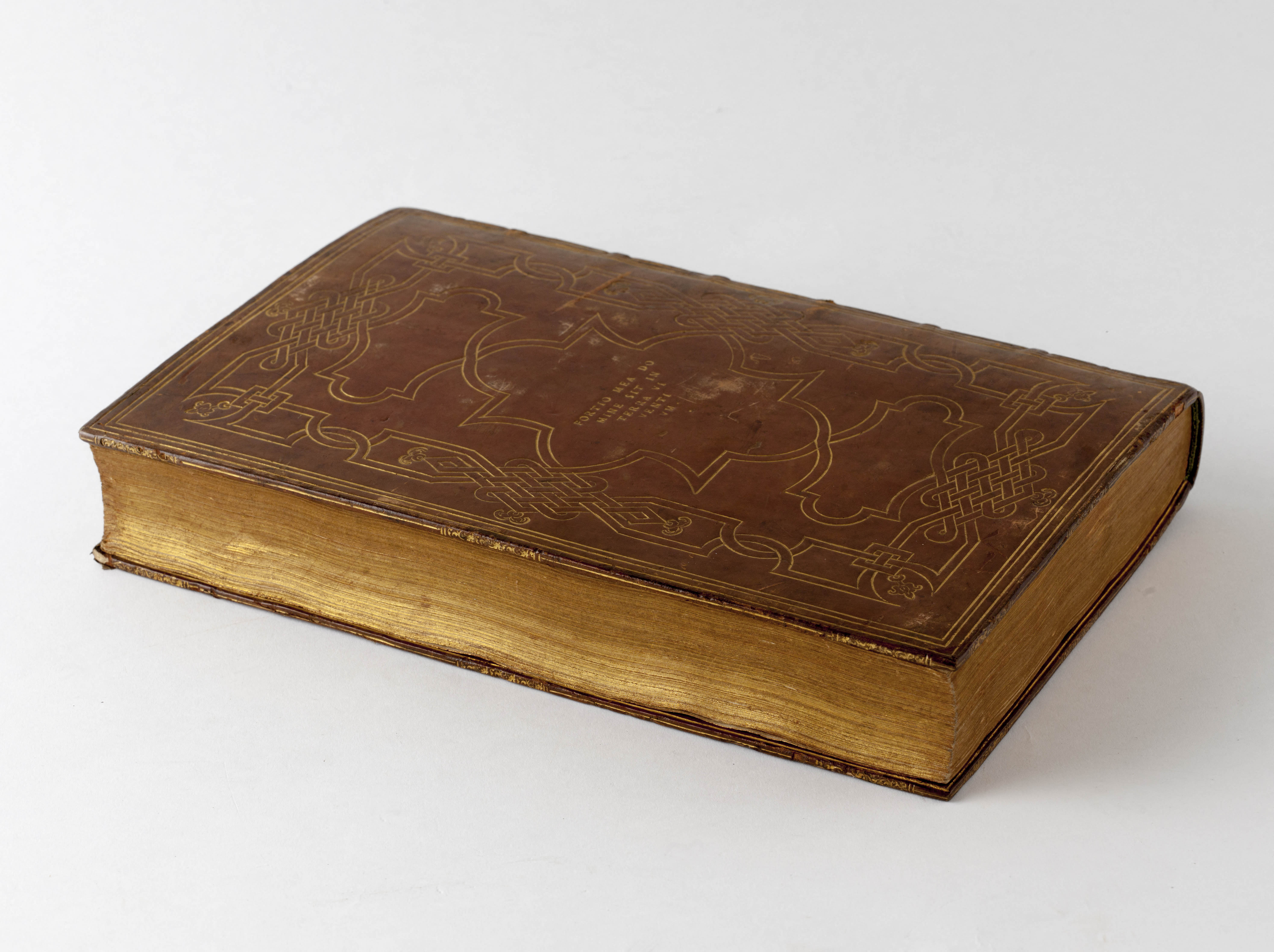
El Decachordum.

Dejó escritas varias obras teológicas, entre las que cabe destacar:
- Apologia contro il Conciliabolo di Pisa (inédito), en respuesta a la Apología publicada por Zaccaria Ferreri;
- Controversia de excellentia instrumentorum Dominicae Passionis (Roma, 1512), sobre el valor de la Santa Lanza enviada por el sultán Bayezid II al papa Inocencio VIII en 1492;
- Decachordum Christianum (Fano, 1507), sobre la vida, pasíón y misterios de Cristo y sobre la naturaleza de los ángeles.